# 氷川神社 (朝霞市岡)
氷川神社（ひかわじんじゃ）は、埼玉県朝霞市の神社。

## 歴史
創建年代は不明である。ただ当社の境内から鎌倉時代の瓦が出土していることから、その頃までには既に存在していたものと推測される。
江戸時代後期の地誌『新編武蔵風土記稿』によると、祭神は在原業平で、かつては「田中豊前」という者が神職を務めていたが、現在（19世紀前期時点）は東圓寺が別当寺として管理しているとしている。なお現在の祭神は素盞雄命である。

## 交通アクセス
- 朝霞駅より徒歩23分。